# あやまんジェットコースター
「あやまんジェットコースター」は日本のエンターテインメント集団あやまんJAPANの楽曲である。彼女ら最初の映像作品『あやまんJAPANのDVD-ポテトが熱くて食べられない-』にCDとして付いており、DVDのプロモーションシングルとして2011年3月30日によしもとアール・アンド・シーからダウンロード販売された。

## 背景
2011年2月2日によしもとアール・アンド・シーによる公式サイトで新曲を収録したCDが付いたDVDが発売される事が発表された。この時点で曲名は明かされていなかった。3月7日にその詳細が発表され、曲名が明らかになった。「あやまんジェットコースター」は、讀賣テレビ•日本テレビ系『ダウンタウンDX』2011年5月度のエンディングテーマとして起用された。

## チャート成績
2011年4月5日付けの日本レコード協会による着うたフルのダウンロード数を集計したRIAJ有料音楽配信チャートで初登場95位。

## ミュージック・ビデオ
2011年3月23日にビデオは公開された。

## 収録曲
| #  | タイトル                       | 作詞          | 作曲     | 時間 |
| -- | ------------------------------ | ------------- | -------- | ---- |
| 1. | 「あやまんジェットコースター」 | あやまんJAPAN | 渡辺未来 | 3:26 |

| #  | タイトル                       | 作詞          | 作曲 |
| -- | ------------------------------ | ------------- | ---- |
| 1. | 「あやまんジェットコースター」 | あやまんJAPAN | 渡辺 |

## チャート
| チャート（2010年）       | 最高 順位 |
| ------------------------ | --------- |
| RIAJ有料音楽配信チャート | 95        |

## 発売日一覧
| 地域 | 情報          | 規格               |
| ---- | ------------- | ------------------ |
| 日本 | 2011年3月16日 | 携帯端末向け着信音 |
| 日本 | 2011年3月30日 | 着うたフル         |
| 日本 | 2011年4月20日 | CD                 |